# Citation Style Language
Die Citation Style Language (CSL) ist eine XML-Sprache zur Beschreibung von Formaten für bibliografische Angaben und Zitierstile. Die Funktionalität ist vergleichbar mit der Beschreibung von Zitierstilen in den .bst-Dateien von BibTeX, die Leistungsfähigkeit geht jedoch darüber hinaus.
CSL wurde von Bruce D’Arcus initiiert und wird mit Hilfe von RELAX NG definiert. Die Sprache wird derzeit von verschiedenen Literaturverwaltungsprogrammen verwendet, darunter Mendeley, Docear4Word und Zotero. 

## Herkunft
CSL wurde von Bruce D’Arcus initiiert, um es mit OpenOffice.org und als XSLT-basierten CSL Prozessor zu nutzen. Die Weiterentwicklung fand in Zusammenarbeit mit dem Entwickler von Zotero, Simon Kornblith, statt.
Zum initialen Release 2006 war Zotero die erste Anwendung, die CSL unterstützte. Danach sind weitere Softwareprodukte gefolgt: 2008: Mendeley, 2011: Papers und Qiqqa, 2013: Refeus.
Seit 2008 besteht das zentrale Entwicklerteam aus Bruce D’Arcus, Frank Bennett und Rintze Zelle.
Eine Integration von CSL in zukünftige Versionen des standardisierten OpenDocument-Formats wird erwogen.

## Zitationsstile
Die CSL-Zitationsstile sind über das Zotero Style Repository verfügbar. Aktuell enthält dieses mehr als 8900 Zitationsstile, wobei dies etwa 1700 einzigartigen Zitationsstilen entspricht.
Die kontinuierliche Erweiterung sowie Anpassung der einzelnen CSL-Stile geschieht kollaborativ über GitHub als Open Source.

## Software-Support
- Zotero, Mendeley, Docear, Papers, Labstory, Pajoohyar und Qiqqa unterstützen CSL 1.0 (Zotero unterstützt zusätzlich CSL-0.8.1-Stile).

- Zotero, Mendeley, Docear, Refeus und Qiqqa nutzen den JavaScript-CSL-Prozessor citeproc-js.

- CSL-1.0-Programme wurden auch in Haskell (citeproc-hs[5]), Ruby, Python, Java und XSL-Stylesheets[6] erstellt.[7]

- Zotero, Mendeley und Qiqqa stellen ein integriertes Programm zum Erstellen und Bearbeiten von CSL bereit.